# Ауротиопрол
Ауротиопрол — препарат золота с специфической противовоспалительной и иммуносупрессивной активностью в отношении аутоиммунных заболеваний.

## Фармакологическое действие
Механизм действия окончательно не установлен. Полагают, что терапевтическое действие частично обусловлено влиянием на иммунные процессы: ингибирование гуморального иммунитета с одновременным стимулирующим действием на клеточный иммунитет.

## Показания
Базисная терапия ревматоидного артрита.

## Режим дозирования
Индивидуальный. Взрослым обычно вводят в/м в начальной дозе 100 мг, производят 10 инъекций с интервалом 2—5 дней. Затем вводят по 200 мг, производят 10 инъекций с теми же интервалами. Всего 20—25 инъекций. Оптимизация режима дозирования и уменьшение вероятности развития побочного действия достигается при контроле концентрации золота в сыворотке крови. Оптимальная концентрация золота в сыворотке — 2,5—3 мкг/мл. Лечение длительное, 1,5—2 года.

## Побочное действие
Возможно: особенно при превышении необходимой терапевтической дозы — нефропатия, дерматиты, стоматиты, анемия.

## Противопоказания
Заболевания почек, сахарный диабет, декомпенсированный порок сердца, кахексия, милиарный туберкулёз, фиброзно-кавернозные процессы в лёгких, нарушения кроветворения, беременность, лактация, детский возраст.

## Беременность и лактация
Противопоказан к применению при беременности и в период лактации.

## Особые указания
При развитии побочного действия рекомендуется увеличить интервал между инъекциями или прекратить дальнейшее применение. Не следует одновременно с ауротиопролом назначать иммунодепрессанты.